# Labrador
|  | Aquest article tracta sobre la costa del Canadà. Vegeu-ne altres significats a «Labrador retriever». |

Labrador (també Costa de Labrador) és una regió de la costa atlàntica del Canadà. Al costat de l'illa de Terranova, de la qual està separada per l'Estret de Belle Isle, forma la província de Terranova i Labrador. La regió és part de la Península del Labrador. La població de Labrador és de 27,860 (cens de 2001), incloent un 30% d'aborígens. Aquest últim terme inclou inuits, innus i metis. L'àrea és de 294,330 km², aproximadament la mateixa que Itàlia. L'antiga capital era Battle Harbour. El nom "Labrador" és un dels més antics topònims d'origen europeu al Canadà. Prové de l'explorador portuguès João Fernandes Lavrador qui, al costat de Pedro de Barcelos, la va veure primer en 1492.

## Disputa pel territori
La tortuosa línia fronterera entre Labrador i el Canadà va ser establerta el 2 de març de 1927, després d'un judici de cinc anys de duració. En 1809 Labrador va ser transferit de l'autoritat del baix Canadà a Terranova, però la línia fronterera entre les dues regions no va ser establerta amb exactitud. Terranova argumentava que s'estenia a tot l'ample de la península, però Canadà argumenta que, segons l'ús històric del terme "Costes de Labrador" la frontera havia de marcar-se a una milla (1.6 km) de la línia de marea alta en la costa. Atès que el Canadà i Terranova eren entitats territorials separades, però també membres de l'Imperi Britànic, l'assumpte va ser enviat al Consell Judicial del Consell Privat (Privy Council, equivalent a "Gabinet") a Londres. Aquí es va resoldre que la frontera seguiria, en la seva major part, la línia d'aigües costaneres.
Una de les condicions de Terranova per unir-se a la Confederació del Canadà l'any 1949 fou que aquesta frontera fos fixada en la Constitució canadenca. Si bé aquesta frontera no ha estat formalment acceptada pel govern de Quebec (que ocupa la major part d'aquesta península), la comissió Henri Dorion (Commission d'étude sud l'intégrité du territoire du Québec) va concloure a inicis de la dècada de 1970 que Quebec ja no té una justificació legal per a reclamar Labrador. Així i tot, el govern quebequès modifica o ignora la frontera entre ambdós territoris, especialment en el segment més al sud. El canvi de nom d'aquesta província a Terranova i Labrador va ser fet per a emfatitzar la seva demanda sobre Labrador, així com la cultura i contribucions úniques de Labrador a aquesta província.

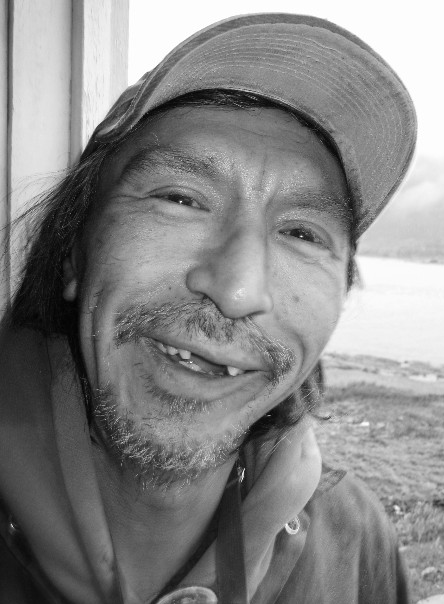
Inuit, Nain (Photo: André Perron)

En 2002 una Reial Comissió va determinar que sí existeix certa quantitat de pressió pública per part dels habitants de Labrador per a secessionar-se de Newfoundland i convertir-se en una província o un territori separats i independents dintre de la Confederació. Alguns membres de la nació Innu desitgen que l'àrea es converteixi en la seva pàtria, de la mateixa manera que Nunavut ho és per als Inuit; en 1999 una resolució de l'Assemblea de Primeres Nacions va reclamar Labrador com pàtria dels Innu i va demandar el reconeixement en qualsevol negociació constitucional sobre la regió. D'aquesta manera, la regió de Nunatsiavut va ser creada recentment a través d'acords amb el Govern federal i provincial.

## Demografia
| Ciutat                 | 2001  | 1996  |
| ---------------------- | ----- | ----- |
| Happy Valley-Goose Bay | 7,969 | 8,655 |
| Labrador City          | 7,744 | 8,455 |
| Wabush                 | 1,894 | 2,018 |
| Nain                   | 1,159 | 996   |
| L'Anse-au-Loup         | 635   | 621   |
| Cartwright             | 629   | 628   |
| Hopedale               | 559   | 591   |
| North West River       | 551   | 567   |
| Port Hope Simpson      | 509   | 577   |
| Forteau                | 477   | 505   |